# سرباز (فیلم ۱۹۹۳)
سرباز (به هندی: Sainik) فیلمی محصول سال ۱۹۹۳ و به کارگردانی سکندر بهاتی است. در این فیلم بازیگرانی همچون آکشی کومار، آشوینی بیهیو، رونیت روی، لاکسیمیکانت برد، انوپم کهیر، آلوک نات ایفای نقش کرده‌اند.